# Charonosaurus jiayinensis
Il Charonosauro (Charonosaurus jiayinensis), il cui nome significa rettile di Caronte, era un dinosauro erbivoro vissuto nel Cretacico superiore in Cina.

## Un gigante con un "tubo"
Descritto per la prima volta nel 2000, questo dinosauro era un grande erbivoro appartenente ala famiglia degli adrosauridi, dinosauri ornitischi che proliferarono nei continenti settentrionali nel Cretaceo superiore. Il Charonosauro, in particolare, sembrerebbe essere stato molto simile al famoso Parasaurolophus, una forma americana dotata di un lungo "tubo" cavo rivolto all'indietro, posto sul retro del cranio. I resti di Charonosaurus, benché quasi completi, mancano però proprio della parte posteriore del cranio. Nonostante l'incompletezza della struttura, sembra che il "tubo" dell'esemplare cinese potesse essere ancora più lungo di quello del suo cugino americano. Il Charonosauro fa parte della sottofamiglia dei lambeosaurini, o adrosauri a cresta cava, e rappresenta uno dei più grandi rappresentanti del gruppo. I resti fossili fanno infatti pensare a un animale lungo 13 metri o più (una lunghezza paragonabile, se non superiore, a quella dei più grandi esemplari di tirannosauro); tra gli altri adrosauri di dimensioni simili, si ricordano solo il poco noto Magnapaulia laticauda della Baja California e Shantungosaurus giganteus, anch'esso cinese. Il Charonosauro doveva pesare intorno alle 7 tonnellate. Le zampe anteriori, lunghe e forti, implicano che questo dinosauro era molto potente e abitualmente quadrupede, anche se probabilmente poteva spostarsi sulle sole zampe posteriori in caso di necessità.

## Famiglie numerose
I resti di Charonosaurus sono stati ritrovati in veri e propri "letti d'ossa", comprendenti individui di taglie diverse fra loro. Evidentemente, questi animali erano abituati a spostarsi in gruppi famigliari, se non in grandi branchi. Dal momento che la cresta sembrerebbe essere stata addirittura più ampia di quella (già eccezionale) di Parasaurolophus, questo dinosauro probabilmente riusciva a emettere suoni ancora più potenti, che forse percorrevano lunghissime distanze per comunicare i diversi gruppi di individui.

## Gli ultimi lambeosauri
Il Charonosauro è stato il primo lambeosaurino scoperto in terreni del Maastrichtiano superiore, ovvero alla fine dell'era dei dinosauri. È interessante notare come, in Asia, sembrerebbe essersi sviluppata facilmente, proprio in questo periodo, una fauna di adrosauri giganti: oltre a Charonosaurus, si ricordano il già citato Shantungosaurus (in realtà del Maastrichtiano medio) e altri due lambeosaurini rinvenuti in anni recenti in Russia presso il confine con la Cina: il primitivo Amurosaurus e Olorotitan, che raggiungeva la lunghezza di 12 metri.